# Daniel Clemente
Daniel Ariel Clemente (San Miguel de Tucumán, Tucumán) es un exfutbolista argentino que jugaba como defensor.

## Trayectoria

### Atlético Tucumán
Clemente se formó futbolísticamente en Atlético Tucumán y debutó con la camiseta del decano en 1983. En su primer año se coronó campeón de la Liga Tucumana, en un equipo conformado por muchos juveniles del club y que era dirigido por Miguel Piazza. En 1984 disputó el Campeonato Nacional, donde terminó segundo en su grupo y avanzó a la fase final del torneo. En 1986 salió campeón de la liga tucumana, por segunda ocasión y logró la clasificación al flamante Nacional B.

## Clubes
| Club             | País      |
| ---------------- | --------- |
| Atlético Tucumán | Argentina |

## Palmarés
| Título        | Equipo           | País      | Año  |
| ------------- | ---------------- | --------- | ---- |
| Liga Tucumana | Atlético Tucumán | Argentina | 1983 |
| Liga Tucumana | Atlético Tucumán | Argentina | 1986 |